# アガタ気象観測所
アガタ気象観測所（アガタきしょうかんそくじょ）は、ロシアクラスノヤルスク地方のニャクシングダ湖湖岸、標高262mにある気象観測所である。
1968年12月31日に1,083.8hPaを観測し、標高750m未満の地点での世界一高い気圧を観測した。